# Sistema ghout de oasis
El ghout es un tipo de oasis del nordeste del Sáhara argelino, en el que las aguas subterráneas se utilizan para regar las palmeras datileras en un terreno desértico con acuíferos a poca profundidad. El sistema ghout de cultivo consiste en excavar una cavidad en la arena con un diámetro de 80 a 200 m y a un metro por encima de la capa freática, para que las raíces estén en contacto permanente con el agua y el riego se haga de forma natural. Por esta razón, Naciones Unidas lo consideró parte de los Sistemas Importantes del Patrimonio Agrícola Mundial (SIPAM).
Según la FAO, hay más de 9.500 ghouts en el desierto que permiten el riego de casi 53.000 ha y dan trabajo a unas 45.000 personas. La mayoría no superan la media hectárea y constituyen verdaderas islas verdes en regiones desérticas como el valle del Souf, en la provincia de El Oued, en una zona endorreica de poca altitud.
Los ghouts, propios de la región del Souf, aparecen en el siglo XV, pero en los últimos decenios han empezado a disminuir debido al abandono por otros métodos más rentables o la inundación por el ascenso de la capa freática debido a la perforación de los grandes acuíferos a mayor profundidad.
El sistema funcionó hasta que en la década de 1960 se empezaron a explotar las capas freáticas profundas del Sistema Acuífero del Sahara Septentrional, un enorme acuífero de 1 millón de km² que abarca zonas de Argelia, Túnez y Libia. Al agujerear estas capas de aguas fósiles, que en el caso de los ghouts corresponde al Acuífero Complejo Terminal, al este de Argelia, el agua ascendió produciendo la inundación. En el año 2013 un informe decía que solo quedaban un centenar de ghouts en buen estado.